# Adamów (Łuków)
Pour les articles homonymes, voir Adamów.
Adamów (prononciation : [aˈdamuf]) est un village polonais de la gmina d'Adamów dans le powiat de Łuków de la voïvodie de Lublin dans l'est de la Pologne.
Le village est le siège administratif (chef-lieu) de la gmina appelée gmina d'Adamów.
Il se situe à environ 21 kilomètres au sud-ouest de Łuków (siège du powiat) et 60 kilomètres au nord de Lublin (capitale de la voïvodie).
Le village compte approximativement une population de 2 191 habitants en 2009.

## Histoire
De 1975 à 1998, le village est attaché administrativement à l'ancienne voïvodie de Siedlce.

Depuis 1999, il fait partie de la nouvelle voïvodie de Lublin.